# غونثالو تورينتي باييستير
غونثالو تورينتي باييستير (بالإسبانية: Gonzalo Torrente Ballester) ـ (13 يونيو 1910 ـ 27 يناير 1999) هو كاتب وروائي إسباني جليقي ينتمي إلى جيل 36. كتب باللغة الإسبانية (القشتالية)، وفاز بجائزة ميغيل دي ثيربانتس سنة 1985.

## حياته
ولد باييستير في فيرول بمقاطعة لا كورونيا بمنطقة جليقية (غاليسيا) بالشمال الغربي الإسباني، وهناك تلقى تعليمه الأولي، قبل أن يدرس بجامعات سانتياغو دي كومبوستيلا وأوفييدو.
كثرت أسفاره في أواخر عشرينيات القرن العشرين وبدايات ثلاثينياته، وعاش حينًا من الزمن في باريس، غير أنه لم يلبث أن عاد إلى إسبانيا وارتبط بحزب الكتائب (الفلانخي) وصار «كتائبيًا متحمسًا ومؤدلجًا فرانكويًا»، غير أنه ابتعد لاحقًا عن حزب الكتائب، وبالتحديد بعد أن عاد إلى سانتياغو سنة 1939 وبدأ العمل الأكاديمي بجامعتها، وقد فقد باييستير وظيفته الأكاديمية لاحقًا في أعقاب وقوفه إلى جانب إضراب عمال المناجم في جليقية سنة 1962، ثم اصطدم غير مرة مع موظفي الرقابة الحكوميين في منتصف الستينيات.
في سنة 1966 انتقل باييستير إلى الولايات المتحدة الأمريكية ليعمل أستاذًا بجامعة ألباني في ولاية نيويورك، حيث ظل حتى سنة 1973، وشغل منصب أول أستاذ متميز بالجامعة. وفي سنة 1975 انتقل إلى مدينة سلامنكا، حيث استقر حتى وفاته، وتمتع عقب عودته إلى إسبانيا بقدر كبير من الاحتفاء، فانتُخب سنة 1975 عضوًا بالأكاديمية الملكية الإسبانية، ثم حصل سنة 1985 على جائزة ثيربانتس الأدبية المرموقة.

## أعماله الأدبية
بدأ باييستير العمل بالكتابة في أوفييدو، ثم انتقل في وقت لاحق إلى مدريد، حيث حاز شهرته. ورغم أنه يُعرف على نطاق واسع كروائي، لكنه عمل أيضًا بالكتابة الصحفية والمسرحية.
نُشرت أولى روايات باييستير سنة 1943، وكان عنوانها «خافيير مارينيو». ومن رواياته أيضًا «جزيرة الزنابق المقلّمة» (بالإسبانية: La isla de los jacintos cortados)، التي صدرت سنة 1980، وحصل عنها على الجائزة الوطنية للرواية في العام التالي.

## روابط خارجية
- غونثالو تورينتي باييستير على موقع IMDb (الإنجليزية)
- غونثالو تورينتي باييستير على موقع مونزينجر (الألمانية)
- غونثالو تورينتي باييستير على موقع قاعدة بيانات الفيلم (الإنجليزية)